# 肺線維症
肺線維症（はいせんいしょう、英: Pulmonary fibrosis）は、時間の経過とともに肺が瘢痕化する疾患である。症状には、息切れ、乾いた咳、疲労感、体重の減少、曲がった爪などがあげられる。合併症には、肺高血圧症、呼吸不全、気胸、肺癌などがあげられる。
原因には、環境汚染、特定の医薬品、結合組織疾患、感染症、間質性肺疾患などがあげられる。最も一般的な起因は、原因不明の間質性肺疾患である特発性肺線維症（IPF）である。診断は症状、医療画像検査、肺生検、肺機能検査に基づいておこなわれる。
明確な治療法はない。治療は症状の改善に重点が置かれ、酸素療法や呼吸リハビリテーションなどがおこなわれる場合がある。瘢痕の悪化を遅らせるために特定の医薬品が用いられる場合がある。場合によっては、肺移植が選択肢にあげられることもある。世界中で少なくとも500万人が罹患している。平均寿命は一般的に罹患してから5年未満である。